# Oeax triangularis
Oeax triangularis là một loài bọ cánh cứng trong họ Cerambycidae.